# Antonella Yacobelli
Antonella Yacobelli (Córdoba, 8 de agosto de 1984) es una gimnasta rítmica argentina que ha desarrollado su carrera en la Ciudad de Córdoba.

## Biografía
Antonella Yacobelli nació el 8 de agosto de 1984 en la Ciudad de Córdoba. Sus primeros pasos fueron en la Asociación Deportiva Atenas. Se vinculó desde muy temprano, a la edad de cuatro años, a la gimnasia rítmica y a la danza. A los seis años se decidió por gimnasia rítmica como su deporte oficial, si bien continuó con la danza en el Estudio de Danzas Silvia Soria Arch pero lo hizo ya como una preparación complementaria.

## Trayectoria
En 1992 continúo sus entrenamientos en el Club Instituto Atlético Central Córdoba (IACC) y desde 1995 en adelante en el Club Municipal de Córdoba junto a la profesora Silvina Márquez. En 1995 ingresó con 10 años al equipo Nacional y ese mismo año se coronó como Campeona Sudamericana Absoluta en Lima, Perú. Ganó luego el Torneo Internacional "María Marino" en Sudamericana de Chile y el Torneo Internacional Centro República de Córdoba. Hasta 1999 en que comenzó a competir con Mayores, ganó cuanto torneo disputó desde 1989, local, provincial, nacional e internacional. En 1997 fue designada como "Promesa Olímpica 2004" por la Secretaría de Deportes de la Nación, y le fue entregado el reconocimiento como tal de manos del Presidente de la Nación Dr. Carlos Saúl Menem.
Colaboró con el Profesor Mario Di Santo en la edición de su libro sobre "Movilidad articular". Dicho texto es utilizado en los Profesorados de Educación Física de todo el país. La gran mayoría de las fotografías que ilustran los movimientos la tienen a Yacobelli como protagonista.
Es madrina del Movimiento de Escuelas de Gimnasia Rítmica de Córdoba, donde participan aproximadamente 1700 gimnastas en cada encuentro.
Desde mayo del 2002 y por una Resolución del Comité Técnico de Gimnasia Rítmica de la Federación Internacional de Gimnasia, un ejercicio original de equilibrio con el aparato mazas en combinación con un movimiento corporal lleva su nombre en reconocimiento a su creación y ejecución por primera vez.
Trabajó como entrenadora auxiliar en el Sport Club de Villa Allende, asistiendo a la profesora Fabiana del Bel, en la preparación de gimnastas rítmicas desde el año 2003 al 2007. Luego continuó como técnica en el Club Benjamín Matienzo de Barrio Villa Cabrera desde el año 2008 al 2011 asimismo comenzó a trabajar en el Club Municipalidad de Córdoba, lugar donde actualmente se desempeñó como entrenadora de gimnastas de Nivel B en las categorías Infantil y Pre-infantil. 
En el 2018 comenzó su propio proyecto en el Club Atlético Quilmes en la ciudad de Villa Allende. Allí creó una escuela de gimnasia rítmica donde se desempeña como docente. Desempeña también su actividad docente en el Club Rieles Argentinos de la Ciudad de Córdoba.

## Reconocimientos
Yacobelli fue galardonada en 1998 con el "Premio Estímulo" otorgado por el diario La Voz del Interior. En el mismo año recibió de manos del Intendente Rubén Américo Martí el galardón de "Vecina Distinguida" en el Día del Vecino.

## Premios
| Año  | Título                                                        | Campeonato                              |
| ---- | ------------------------------------------------------------- | --------------------------------------- |
| 2007 | Subcampeona - Medalla de plata y bronce (España)              | Trofeo Diputación de Huelva             |
| 2006 | Subcampeona Individual - Medalla Dorada                       | Juegos ODESUR                           |
| 2006 | Medalla de bronce (Brasil)                                    | Torneo Desafío Panamericano             |
| 2006 | Campeona por equipos (Buenos Aires)                           | Copa Porteña                            |
| 2005 | Campeona (Buenos Aires)                                       | Torneo Nacional Federativo              |
| 2005 | Subcampeona (Leipzig - Alemania)                              | Torneo Sachsen                          |
| 2004 | Campeona por equipo (Buenos Aires)                            | Torneo Nacional de Clubes               |
| 2003 | Subcampeona individual y Campeona por equipo                  | Torneo Federativo                       |
| 2002 | Juegos Deportivos Sudamericanos - Medalla de Plata            | Juegos ODESUR                           |
| 2002 | Medalla dorada por equipo - Medalla de plata indiv. (Córdoba) | Torneo Nacional de Clubes               |
| 2002 | Medalla dorada individual (Córdoba)                           | Torneo Provincial de Clubes             |
| 2001 | Medalla dorada por equipo - Medalla de plata indiv.           | Torneo Nacional Federativo              |
| 2001 | Medalla de bronce (Cancún - México)                           | Torneo Panamericano de Gimnasia Rítmica |
| 2000 | Subcampeona individual y Campeona por equipo                  | Torneo Nacional Federativo              |
| 2000 | Subcampeona individual y Campeona por equipo                  | Torneo Nacional de Clubes               |
| 1999 | Subcampeona Nacional (Córdoba)                                | Torneo Federativo                       |
| 1998 | Campeona Nacional                                             | Torneo Nacional Nueva Elite             |
| 1997 | Campeona - Medalla oro y plata (Santiago de Chile)            | Torneo Int. "María Marino"              |
| 1997 | Campeona - Medalla oro y plata (Córdoba)                      | Torneo Nacional Nueva Elite             |
| 1997 | Campeona Nacional Individual (Rosario)                        | Torneo Nacional de Clubes               |
| 1995 | Campeona Sudamericana Absoluta (Lima)                         | Torneo Sudamericano                     |
| 1995 | Campeona - Torneo Internacional (Córdoba)                     | Centro República                        |
| 1995 | Campeona - Torneo Internacional (Santiago de Chile)           | Copa Croacia                            |